# جبل براملي
جبل براملي هو جبل يقع في جبال كاتسكيل في بنيويورك شرق وشمال شرق دلهي. يقع جبل بوفينا شمال شرق جبل براملي.
- جبل طارق
- جبل إفرست
- جبل طويق